# Droga wojewódzka nr 788
Droga wojewódzka nr 788 (DW788) – droga wojewódzka o długości około 21 km w centralnej Polsce w województwie mazowieckim. Łączy drogę ekspresową S8 w węźle Warszawa Janki z drogą ekspresową S7 w węźle Tarczyn Południe. Droga została poprowadzona dawnym śladem drogi krajowej nr 7. Na całej swojej długości jest drogą dwujezdniową o dwóch pasach ruchu w każdą stronę. Jej obecny przebieg został wyznaczony na podstawie Zarządzenia nr 4 Generalnego Dyrektora Dróg Krajowych i Autostrad z dnia 28 lutego 2025 r. w sprawie nadania numerów drogom wojewódzkim, które weszło w życie 1 marca 2025 roku. 

## Poprzedni przebieg drogi
Dawniej droga wojewódzka nr 788 znajdowała się centralnej Polsce w województwie mazowieckim, w powiecie kozienickim, w całości położona na terenie Gminy Gniewoszów. Droga rozpoczynała się na skrzyżowaniu przy stacji kolejowej Sarnów. Następnie kierowała się w stronę południowo - wschodnią i po 5 km docierałą do miejscowości Gniewoszów, gdzie krzyżowała się z drogi wojewódzkiej nr 738. Na podstawie Uchwały 192/23 Sejmiku Województwa Mazowieckiego z dnia 21 listopada 2023 roku droga w ówczesnym przebiegu została pozbawiona kategorii drogi wojewódzkiej i zaliczona do kategorii drogi powiatowej. Uchwała ta weszła w życie 7 grudnia 2023 roku, czyli po upływie 14 dni od ogłoszenia w Dzienniku Urzędowym Województwa Mazowieckiego (22 listopad 2023 rok).

## Miejscowości leżące przy trasie DW788
- Janki (S8) – obwodnica
- Sękocin Nowy – obwodnica
- Sękocin Stary (DW721)
- Sękocin-Las
- Łazy
- Marysin
- Jabłonowo
- Kolonia Warszawska
- Mroków
- Wola Mrokowska
- Grzędy
- Tarczyn (DW876) - obwodnica
- Jeziorzany
- Rembertów (S7)

## Miejscowości dawniej leżące przy trasie DW788
- Sarnów
- Gniewoszów